# Regeringen Ratas I
Regeringen Ratas I var Estlands regering mellan 23 november 2016 och 29 april 2019. Den leddes av premiärminister Jüri Ratas, partiledare för Estniska centerpartiet. Övriga partier i regeringskoalitionen var det konservativa Förbundet Fäderneslandet och Res Publica (förkortas IRL, bytte senare partinamn till Isamaa, "Fäderneslandet") samt Socialdemokratiska partiet. I och med misstroendeförklaringen mot den föregående regeringen Rõivas och regeringen Ratas tillträde blev maktskiftet första gången sedan 1999 som det liberala Estniska reformpartiet inte var representerat i regeringen.
Partierna i regeringen hade en majoritet med tillsammans 56 av 101 mandat i Riigikogu efter parlamentsvalet 2015, varav 27 från Centerpartiet, 15 från Socialdemokraterna och 14 från IRL. De tre partierna representerades i regeringen av fem ministrar vardera, totalt femton.

## Ministrar
| Ansvarsområde                          | Namn                | Ämbetsperiod                                | Parti              |
| -------------------------------------- | ------------------- | ------------------------------------------- | ------------------ |
| Premiärminister                        | Jüri Ratas          | 23 november 2016 – även i följande regering | Centerpartiet      |
| Utbildnings- och forskningsminister    | Mailis Reps         | 23 november 2016 – även i följande regering | Centerpartiet      |
| Minister för ekonomi och infrastruktur | Kadri Simson        | 23 november 2016 – 29 april 2019            | Centerpartiet      |
| Landsbygdsminister                     | Martin Repinski     | 23 november 2016 – 9 december 2016          | Centerpartiet      |
| Landsbygdsminister                     | Tarmo Tamm          | 12 december 2016 – 29 april 2019            | Centerpartiet      |
| Minister för statsförvaltning          | Mihhail Korb        | 23 november 2016 – 12 juni 2017             | Centerpartiet      |
| Minister för statsförvaltning          | Jaak Aab            | 12 juni 2017 – 2 maj 2018                   | Centerpartiet      |
| Minister för statsförvaltning          | Janek Mäggi         | 2 maj 2018 – 29 april 2019                  | Centerpartiet      |
| Miljöminister                          | Marko Pomerants     | 9 april 2015 – 12 juni 2017                 | IRL                |
| Miljöminister                          | Siim Valmar Kiisler | 12 juni 2017 – 29 april 2019                | IRL                |
| Finansminister                         | Sven Sester         | 23 november 2016 – 12 juni 2017             | IRL                |
| Finansminister                         | Toomas Tõniste      | 12 juni 2017 – 29 april 2019                | IRL                |
| Försvarsminister                       | Margus Tsahkna      | 23 november 2016 – 12 juni 2017             | IRL                |
| Försvarsminister                       | Jüri Luik           | 12 juni 2017 – 29 april 2019                | IRL                |
| Socialminister                         | Kaia Iva            | 23 november 2016 – 29 april 2019            | IRL                |
| Justitieminister                       | Urmas Reinsalu      | 9 april 2015 – 29 april 2019                | IRL                |
| Utrikesminister                        | Sven Mikser         | 23 november 2016 – 29 april 2019            | Socialdemokraterna |
| Minister för entreprenörskap och IT    | Urve Palo           | 23 november 2016 – 22 augusti 2018          | Socialdemokraterna |
| Minister för entreprenörskap och IT    | Rene Tammist        | 22 augusti 2018 – 29 april 2019             | Socialdemokraterna |
| Kulturminister                         | Indrek Saar         | 23 november 2016 – 29 april 2019            | Socialdemokraterna |
| Hälso- och arbetsmarknadsminister      | Jevgeni Ossinovski  | 23 november 2016 – 2 maj 2018               | Socialdemokraterna |
| Hälso- och arbetsmarknadsminister      | Riina Sikkut        | 2 maj 2018 – 29 april 2019                  | Socialdemokraterna |
| Inrikesminister                        | Andres Anvelt       | 23 november 2016 – 26 november 2018         | Socialdemokraterna |
| Inrikesminister                        | Katri Raik          | 26 november 2018 – 29 april 2019            | Socialdemokraterna |